# Jaskinia Wyżnia Litworowa
Jaskinia Wyżnia Litworowa – jaskinia w Dolinie Miętusiej w Tatrach Zachodnich. Wejście do niej znajduje się w Czerwonym Grzbiecie w Dolinie Litworowej na wysokości 1921 metrów n.p.m. Długość jaskini wynosi 61 metrów, a jej deniwelacja 35 metrów.

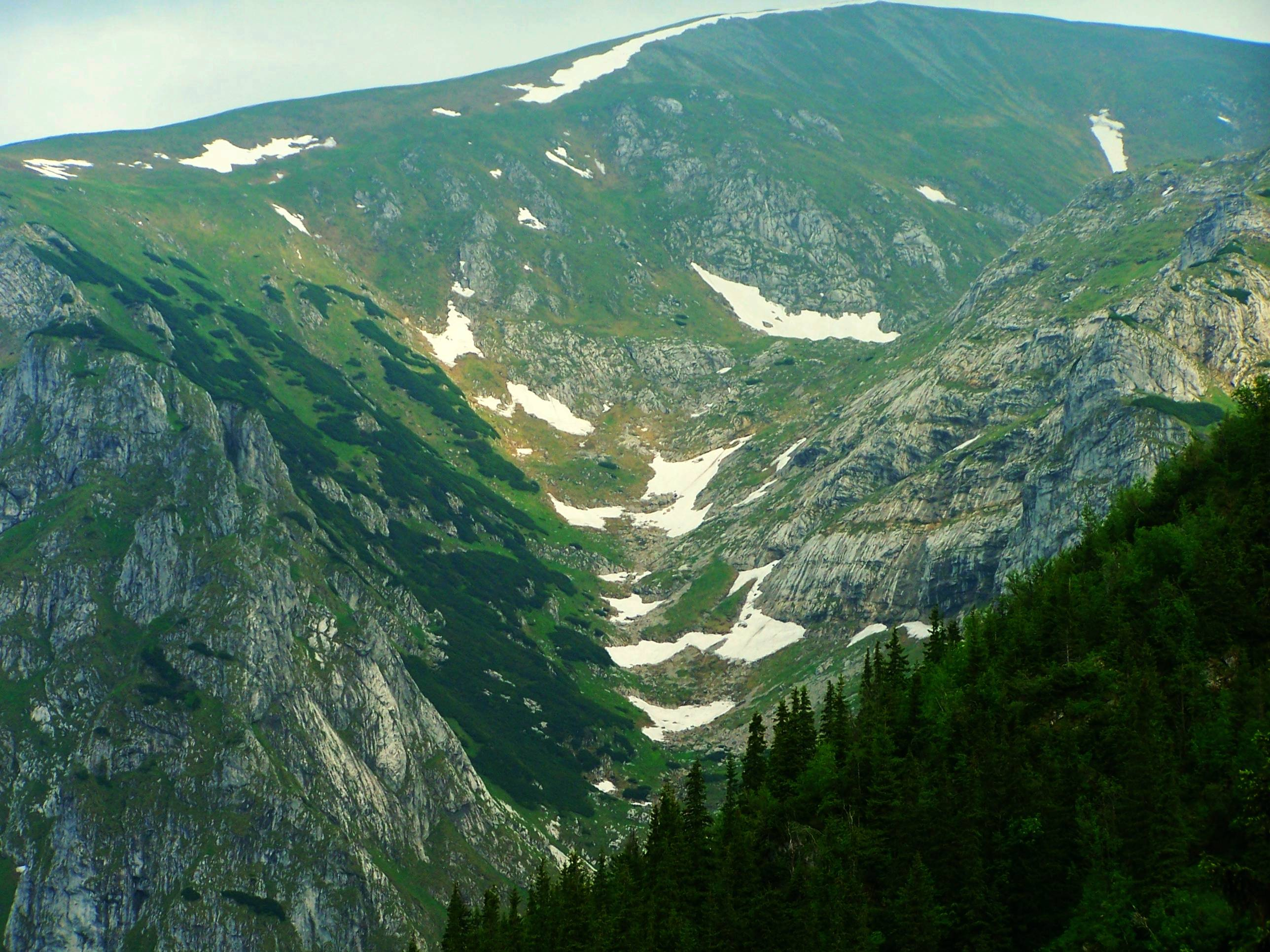
Dolina Litworowa. Po lewej Czerwony Grzbiet

## Opis jaskini
Jaskinia ma kształt pochylonej pod dużym kątem szczeliny rozszerzającej się w dużą salę. Aby się do niej dostać trzeba z niewielkiego otworu wejściowego zjechać najpierw 3-metrową studzienką, a z jej dna ciasną szczeliną (zaklinowane głazy tworzą tu mosty) do obszernej sali o długości 8 m. Znajduje się tu najniższy punkt jaskini. Z komory odchodzi  niewielki ciąg zamknięty zawaliskiem.
Na jednym mostów w szczelinie znajduje się wejście do jedynego bocznego ciągu w jaskini prowadzącego do Salki za Okienkiem (13 metrów długości, 3,5 metra szerokości, 6 metrów wysokości).

## Przyroda
W jaskini brak jest nacieków. Ściany są mokre. W studzience przy otworze rosną mchy i porosty.
Jaskinię zamieszkują nietoperze.

## Historia odkryć
Jaskinię odkryli w sierpniu 1969 roku grotołazi z Częstochowy. 
W lipcu 1983 roku grotołazi z Warszawy odnaleźli wejście do bocznego ciągu prowadzącego do Salki za Okienkiem.